# 徳川義親
徳川 義親（とくがわ よしちか／ぎしん、1886年（明治19年）10月5日 - 1976年（昭和51年）9月6日）は、日本の政治家、植物学者、狩猟家。尾張徳川家第19代当主。位階・勲等・爵位は従二位勲二等侯爵。戦前の貴族院議員で、第25軍軍政顧問。戦後は社会党を支援して党顧問となるが、公職追放を受けた。日ソ交流協会会長。戦前マレー半島で虎狩りをしたことから、虎狩りの殿様として親しまれた。自伝に『最後の殿様』がある。

## 概要

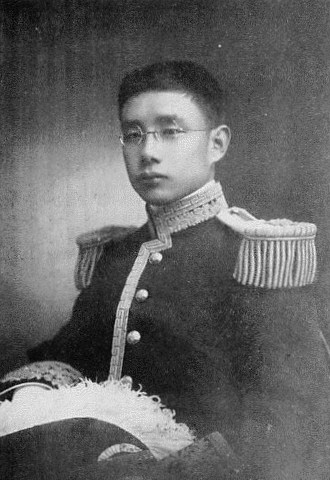
徳川義親（1913年10月、華族画報社「華族画報」より）

父は越前松平家・松平慶永（春嶽）で、1908年に尾張徳川家の婿養子となり、家督を相続した。同家の東京移転に際し、愛知県下の土地等の財産の処分を指揮し、1931年に財団法人徳川黎明会を設立して、同家伝来の什宝・書籍を同財団付属の徳川美術館・蓬左文庫で保存・公開した。他家の家政整理にも携わり、「投出しの尾張侯」「理財の天才」と称された。
1918年に植物生理学の研究のため徳川生物学研究所、1923年に藩史研究のため徳川林政史研究所を設立するなど学究肌の人物として、また1910年頃から北海道・八雲町をしばしば訪れて熊狩りをし、1921年にマレー半島で虎・象などを狩り、1921年-1922年に約1年かけて欧州を旅行するなどして冒険好きな人物としても知られ、「熊狩りの殿様」「虎狩りの殿様」と称された。
豊富な資金力を背景に、音楽教育家の鈴木鎮一、ヴァイオリニストの諏訪根自子、画家の長谷川路可や、ジョン・バチェラーによるアイヌの研究・保護活動、西川吉之助の口話法によるろう教育、右翼団体を主催する清水行之助、社会主義者の石川三四郎など様々な人物・活動のパトロンとなった。
貴族院議員としては、1924年の清浦内閣のとき貴族院改革案を公表し、1925年に「誤って之を用いましたならば無辜の民を傷つくる凶器となる虞がある。」と言って治安維持法に反対するなど、「革新貴族」として注目されたが政治的影響力は弱かった。その後は清水や大川周明らによる三月事件などの国家革新運動の支援に傾倒、早くから南進を志向して、1932年に大川、石原広一郎らと神武会・明倫会を創設、1936年の二・二六事件では叛乱軍将校の宮中参内の取次ぎを申し出、1937年の冀東防共自治政府設立を支援、1938年に大和倶楽部を設立し排英運動を推進するなどした。
1942年にマレー作戦を実行した第25軍の軍政顧問として日本軍占領下のマラヤに赴任し、マラヤ・スマトラ各州のスルタンに統治権の自主的な放棄を求める「版籍奉献」や日本語教育を推進、昭南博物館長を務め、南方科学委員会に参画したが、戦局の悪化と軍政の行き詰まりにより1944年に日本に帰国。帰国後、国体護持のため清水らと錦旗革命を計画した。
戦後、日本社会党や日本協同党の結成を支援し、社会党顧問に就任したが、1946年に公職追放。1947年の日本国憲法施行に伴う華族制度廃止、財産税適用によって爵位と資産の8割以上を喪失した。追放解除後、1956年に名古屋市長選挙に立候補したが落選。1976年に89歳で死去。

## 経歴

### 生い立ち
1886年（明治19年）10月5日、東京府小石川の安藤坂上にあった越前松平家の本邸（松平茂昭邸）で、元越前福井藩主・松平慶永（春嶽）の五男として生まれる。幼名は錦之丞。生後間もなく巣鴨の別邸に移り、その後、小石川関口台町にあった慶永邸に転居。3歳のとき父を亡くし、8歳まで生母・糟屋婦志子（かすや ふじこ）に育てられた。
1892年（明治25年）11月、学習院初等科に入学。入学当初は臆病・柔弱な性格で成績不良だったとされ、1年生時に落第したため、学習院初等科の教師をしていた宇川信三の家に預けられる。宇川の家は紀尾井町の長屋が多い地域の一角にあり、長屋に住む庶民層の子供たちと石蹴りやめんこ、ねっきなどをして遊び、清水谷の小川でエビやダボハゼを釣るなどして過ごすうちに、逞しさを身につけたとされる。『十五少年漂流記』の読書をきっかけに、スタンリーやアムンゼンなどの探検家に憧れ、探検に関する書物を読み漁った。教科書は読まずに「少年世界」の雑誌や小説を読み耽っていたため、成績は最劣等のままだった。
1902年（明治35年）9月、学習院中等科4年から、麻布桜田町にあった時習舎に入塾し、共同生活を送る。時習舎の規律は厳正で、1対1での勉強指導もあり、この頃義親は本気で勉強を始めたという。

#### 尾張徳川家第19代当主
1906年（明治39年）8月、軽井沢で尾張徳川家第18代当主・徳川義禮の長女・米子と見合い。当初入婿となることを嫌い縁談を断わったが、井上馨ら周囲からの説得を受けて同年末に承諾。1908年1-2月に同家の養子となり米子と婚約、同年3月「徳川義親」と改名、同年4月従五位に叙せられた。同年5月、養父・義禮の死去に伴い、尾張徳川家の家督を相続して第19代当主となり、同年6月に侯爵を襲爵した。
1908年（明治41年）7月に学習院高等科を最劣等で卒業。同月、時習舎を出て牛込区市谷仲之町の尾張徳川家の屋敷に移り、屋敷内に設けられた「一渓塾」で同家の御相談人の1人だった加藤高明から理財の指導を受ける。

#### 学位
1908年9月、東京帝国大学文科大学史学科に無試験入学（当時は高等学校の入試はあるものの帝国大学への進学は、基本的に高等学校の成績で各学部へ進学振り分け「進振」されていた
。）。尾張藩が領地としていた木曾の経営史（主に林政史）をテーマに卒業論文 を執筆した。1909年11月に米子と結婚し、同年12月から小石川区の小日向水道端の邸宅で米子と義母の故義禮夫人・良子と同居。
1911年（明治44年）7月に同大学を卒業後、同年9月に服部広太郎の口利きにより同大学理科大学生物学科に学士入学。植物学を専攻して、服部らの指導を受け、イチョウの生殖について研究した。

#### 貴族院議員
1911年10月4日、満25歳到達により自動的に貴族院侯爵議員に就任。就任当初は就学中だったため議会を欠席することが多かったが、大学卒業後本格的に登院するようになると、貴族院の現状に不満を抱くようになり、このことがのちの貴族院改革運動につながった。

#### 美術館設立構想
1910年（明治43年）は「名古屋開府300年」にあたり、義親夫妻と良子は同年4月12日に名古屋第3師団東練兵場（現・名城公園内）で行なわれた「名古屋開府300年紀念大祭」に祭主として出席。尾張徳川家は祝賀行事の一環として名古屋で什宝の展覧会を2度開催して好評を博し、尾張徳川家の什宝は美術雑誌『国華』で度々特集されるようになった。
1912年（明治45年）4月には、東京帝国大学・京都帝国大学の文科大学が義親に什宝の観覧を申し入れて両大学の教授・講師が名古屋・大曽根邸を訪問し、同行した国華社が什宝の写真を撮影、同年5月18日に東京帝国大学文科大学の集会所でこの写真の展示会が行なわれ、反響を呼んだ。
1915年5月29日には、東京帝国大学の山上御殿で源氏物語絵巻3巻など尾張徳川家所蔵の絵巻物6点の展覧が行なわれ、約700人が観覧に訪れた。
こうした什宝の展覧会がたびたび話題を呼んだことで、義親は、什宝の保存や公開の必要性を感じるようになったとみられている。

#### 尾張徳川家の東京移転
先代・義禮が当主のとき、尾張徳川家の本邸は名古屋の大曽根にあった。義禮が没し、1908年12月に義禮夫人・良子が名古屋から東京に転居すると、名古屋の本邸は当主不在となり、資産の整理・処分が課題となった。
1910年5月に、名古屋に保管していた什宝の処分を目的として、御相談人の1人・片桐助作に什宝の整理・調査と目録作成を委嘱。片桐は同年から、5年がかりの作業に着手した。
1913年（大正2年）7月11日、小日向水道端から麻布富士見町の新邸に転居。尾張徳川家の事務所はこのとき名古屋から東京に移された。

### 研究と冒険

#### 植物生理学者
1914年7月、卒業論文「花粉の生理学」（ドイツ語論文）により、東京帝国大学理科大学植物学科を卒業。
卒業後、麻布富士見町の自邸内に研究室を設けて植物学の研究を継続していたが、1916年頃に本格的な研究所設立を構想、東京府荏原郡平塚村小山に用地を取得し、1918年4月に徳川生物学研究所を開設した。田宮博ら多くの生物学者の研究を支援するとともに、自身も研究所でヒガンバナやカンナの生殖の研究を行なった。
1920年には、学習院の植物科の教授を兼ねていた服部広太郎が欧州行きで不在にする間、代理で同科の講師を引き受けた。

#### 名古屋の資産処分と博物館構想の発表
1914年以降、堀鉞之丞を尾張徳川家の家令として、名古屋にあった土地家屋や家財の処分、拠点・事業の整理・縮小を進めた。
1917年には、生物学研究所の新設等を理由として、尾張徳川家が運営に注力していた名古屋・大曽根の明倫中学校と同校附属博物館の愛知県への移管を決定。また同年以降、名古屋にあった大曽根邸以外の建物・所有地や、大曽根邸の「不要建物」を売却処分し、名古屋における拠点を大曽根邸の最小限の建物・所有地に集約した。
片桐による什宝の整理と品位鑑定が1915年までに完了したことを受けて、1920年1月12日に新聞を通じて大曽根邸の敷地に尾張徳川家の宝物を公開する博物館を設立する構想を発表した。品位鑑定の結果、重複品・不要品と判断した什宝の10-15%の売却を急がせ、1921年11月に東京美術倶楽部・名古屋美術倶楽部で入札を行い売却、入札の売上総額約57万円は博物館の設立準備金として運用された。
1920年（大正9年）8月1日には、本籍を名古屋から東京へ移した。

#### 北海道での熊狩り
尾張徳川家の当主となった1909年頃から、同家の「徳川開墾場」があった北海道八雲村を訪問するようになり、1917-1920年頃、毎年3月頃に同地を訪れて熊狩りをした。熊狩りに同行した『朝日新聞』の漫画家・岡本一平が新聞紙上で義親を漫画 の題材にしたことから、義親は「熊狩りの殿様」として知られるようになった。
1919年7月末には、約1ヶ月間かけて北千島・占守島へ船で旅行した。
八雲村では、模範的な住宅建設・屋内暖房設備の研究や、トラクターの導入、有畜農業の奨励などをしたといい、北海道の土産物として知られる木彫りの熊は、1921年-1922年に欧州を旅行した際にスイスで購入した木彫りの鹿や熊の彫刻を、1923年に民芸品の彫刻が冬季の現金収入になるのではないかと見本として八雲村に提供したのが始まりとされている。

#### 大川周明、清水行之助との出会い
1918年の米騒動の後、大川周明が設立した老壮会への参加を勧誘された。1920年に清水行之助が大川や北一輝の支援を受け右翼団体・大化会を結成した頃に、尾張徳川家の御相談人だった八代六郎海軍大将を通じて大川や清水と面識を得た。

#### マレーでの虎狩り
1921年5月から7月にかけ、吉井信照らとともに賀茂丸に乗船してマレー半島・ジャワ島を旅行。同年5月21日にシンガポールに到着した後、シンガポール植物園を見学し、犀・象・野牛の狩猟許可を得るためジョホールのスルタンを訪問したが不在だったため、帰還を待つ間にジャワ島へ向い、ボゴール植物園、ボロブドゥール遺跡・プランバナン遺跡などを訪問した。翌6月上旬にマレー半島に戻り、ジョホールのスルタン・イブラヒムに謁見、狩猟好きのスルタンに歓待されて共にムアルで虎を狩り、許可を受けてムアル川上流のブキット・ケポン周辺のジャングルで象・野牛を狩った。バトゥ・パハで、南洋鉱業公司が経営していた鉄鉱山を見学し、スルタンを介して石原広一郎兄弟と出会う。
マレーで虎狩りをした話は世間に流布し、帰国後に理容業界の組合から「虎狩り」が「虎刈り」に通じるという語呂合わせから会長職就任を打診され、これを承諾したとの逸話がある。

#### 欧州旅行
1921年（大正10年）10月、「箱根丸」に乗船し、米子夫人と欧州旅行に出発。スペイン、イギリス、ドイツ、スイス、ベルギー、オランダを周遊した。旅行中に英国で議会制度について見聞したことが、日本の貴族院の存在意義について考える上で参考になったという。
1922年11月、欧州旅行から帰国。帰国後、旅行中に船中で知り合った社会主義者の石川三四郎を娘のフランス語の家庭教師として雇入れる。

#### 林政史研究所
1923年（大正12年）7月に徳川林政史研究所を設立。

### 革新華族

#### 関東大震災
1923年8月初、家族連れで北海道の八雲町へ避暑に出た帰途、函館から青函連絡船に乗船中に関東大震災発生を知る。仙台で家族と別れ、同行していた市川猿之助らと東京に戻る。麻布邸は無事だったが、田端に住んでいた石川三四郎が警察に拘引されていたため、田端警察署へ行って石川を釈放させ、衰弱していた石川を八雲町の徳川農場へ移動させて匿った。

#### 貴族院改革運動
1924年（大正13年）1月、貴族院から多くの閣僚を登用した清浦内閣が発足すると、貴族院の腐敗への批判を強め、帰京した石川とともに貴族院改革案をまとめ、同年3月に「貴族院改造私見概要」と題した小冊子を作成して貴族院の議員に配布した。
義親の貴族院改革案は、公侯爵議員の世襲制を廃止して華族議員を全て互選制とすること、皇族・華族議員の歳費廃止など華族特権の廃止を主張したほかに、華族議員の定数を100人に制限し、新たに職業議員（職業団体の代表）250人を選出することで世論を反映させるようにし、また女性に被選挙権を付与、職業議員の選挙では女性に選挙権を付与するとしていた点が特徴的だった。
改革案は議会への法案提出段階で他の貴族院議員から反対され、義親は他の議員から異端として白眼視されるようになったといい、これ以来、義親の貴族院離れは更に進んだとされる。

#### 大行社設立支援
1924年には清水行之助による右翼団体・大行社の創立を大川周明や八代六郎とともに支援し、安田共済事件で大川と北が対立した後は、清水がついた大川を支援した。1926年には船橋にあった清水の自宅に招待されるなど、清水との関係は親密だった。

#### 借金問題への介入
1925年（大正14年）に、実姉・里子の嫁ぎ先だった徳川慶喜の四男・徳川厚の借金問題について厚の長男・徳川喜翰から相談を受け、高利貸しからの借金の返済について警察に相談し、1927年5月に厚を隠居させ、喜翰に家督を譲らせた。

#### 治安維持法に反対
1925年3月に加藤高明内閣が普通選挙法と併せて治安維持法案を提出した際には、貴族院が法案賛成を基調としている中、貴族院本会議で、警察が法律を逸脱した運用を行う懸念や、共産主義者や無政府主義者を弾圧すれば却って運動の過激化につながる懸念があるとして反対演説を行うなどしたが、同調者はなく、同法は同月19日に貴族院を無修正で通過、成立した。

#### ろう教育の支援
1925年に西川吉之助と娘・はま子の訪問を受け、以後、ろう教育、特に西川による「聾口話普及会」の設立など「口話法」の普及・啓蒙活動を支援した。
1931年に創立された聾（ろう）教育振興会の会長を務める。
1937年4月にヘレン・ケラーが来日して日本各地を講演して回ったときには、歓迎会を準備するなど接待役を務めた。

#### バチェラー博士の支援
1926年（大正15年／昭和元年）頃から、ジョン・バチェラー博士によるアイヌ語の辞書の改訂とアイヌ保護学園の財団法人化の活動を支援し、1926年11月に東京で開催された第3回の汎太平洋学術会議の際には、バチェラー博士を会員に推薦し、同年10月に会員20名を帯同してウサックマイや白老のアイヌの部落を視察旅行し、博士は大会で「アイヌ民族、その起源ならびに他民族との関係」について講演を行なった。

#### ダンスパーティ不敬事件
1926年（大正15年）12月12日に麻布富士見町邸で華族130-140人を集めてクリスマス・バザーのチャリティーダンスパーティーを開催。翌年初にかけて、大正天皇が容態を悪化させ、自粛ムードだったときにパーティを開いていたことが不敬だとして批判を受け、1927年（昭和2年）4月22日、右翼団体・黒竜会から恐喝されたことを契機に、貴族院議員を辞任。

#### 昭和金融恐慌
1927年の金融恐慌では、多くの華族が出資していた十五銀行が倒産した。尾張徳川家は、加藤の助言により十五銀行の増資への応募を控えていたことから被害額を抑えることができたとされ、また同銀行の倒産直後に世襲財産を十五銀行株から国債に切替えて被害を軽減した。

#### 二十日会
1929年（昭和4年）夏、大川周明が「武力行使も辞さない満蒙問題の早期解決」を主張して清水行之助らと時局懇談のため結成した「二十日会」の発足当初のメンバーに（義親の秘書の渋谷三が）名を連ね、毎月20日に開催された同会の会合に有馬頼寧、近衛文麿、鶴見祐輔らとともに出席。これと前後して、1928年の第16回衆議院議員総選挙、1930年の第17回衆議院議員総選挙に清水が立候補した際には、清水の応援演説をした。

#### 2度目のマレー旅行
1929年にジャワで開催された第4回汎太平洋学術会議に服部広太郎ら生物学研究所の研究者を含む40数名の科学者たちとともに出席し、帰途、長男・義知らと再びマレー半島を旅行した。6月にジョホール王国を再訪してイスマイル皇太子に謁見、狩猟をし、同年7月にトレンガヌ州ケママンで南洋鉱業が開発していた太陽鉱山を視察するなどした後、同7月末に北野丸に乗船して帰国した。
帰国後、マレー語習得の必要性を感じ、朝倉純孝に師事して学習を開始。

#### 投出しの尾張侯

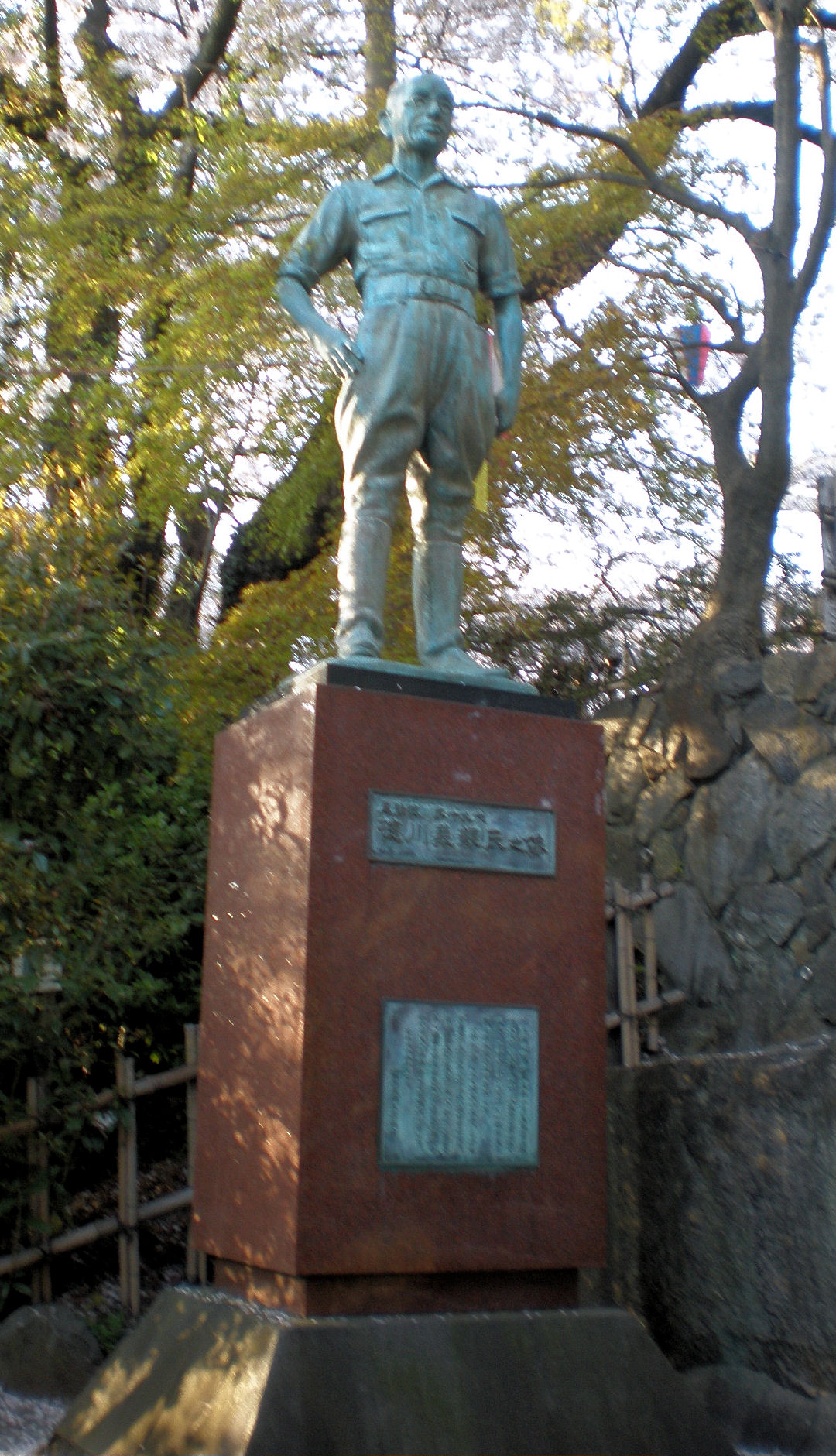
徳川義親像（愛知県小牧市・小牧山）

1921年に尾張徳川家の什器の処分を行なった後、1921-1922年のマレー・欧州旅行や1923年の関東大震災などがあり、また1926年に尾張徳川家の財務を取り仕切っていた加藤高明が急逝したこともあって、美術館設立構想は停滞していたが、1929年に愛知銀行から鈴木信吉を家令に迎え、構想は急速に具体化した。
初代・義直以来、尾張徳川家が300年間に造営した墓所170基を掘り起こして遺体を火葬し、名古屋市郊外の定光寺にあった義直の墓所の隣の地下に鉄筋コンクリート造の納骨堂を造成、遺骨をまとめて納骨した。墓所の整理は1936年に完了した。
1930年9月、名古屋市の土地7,000坪を建屋も含めて名古屋市に寄付し、古戦場として知られる小牧山の土地68,000坪を小牧町に寄付。先年に北海道・八雲村で開墾者へ土地を譲渡した件もあり、思い切った財産の寄付により、華族仲間からは「投げ出しの尾張侯」と呼ばれた。
1931年12月、財団法人尾張徳川黎明会を設立し、尾張徳川家伝来の什宝・書籍類のほとんどを同財団に寄付、義親は財団の会長に就任した。また生物学研究所と林政史研究所の管理は財団に移管され、林政史研究所は財団の1機関として設置された蓬左文庫の附属歴史研究室となった。

### 満州事変

#### 三月事件
1931年（昭和6年）2月17日、清水行之助と大川周明から、宇垣一成陸相を首相にするクーデター計画を明かされ、資金援助を求められる。20万円（ないし50万円）の資金援助を承諾し、尾張徳川家の家令・鈴木信吉らと相談して、金塊を処分して資金を捻出、同年3月上旬に3回に分けて合計20万円を清水に渡した。
同月11日、清水から決行予定日が同月20日であるとの連絡を受けたが、予定日直前の同月18日に小磯國昭の使いの河本大作の訪問を受け、永田鉄山ら陸軍の中堅幹部が計画に反対、宇垣が「変心」し計画は中止することになったが、大川と清水が自分達だけでの決行を主張しているとして、2人の説得を依頼された。河本と東亜経済調査局へ行き、「失敗することが分かっている以上、感情的になって暴挙に出ても仕方がない、自重して再起を図るべきだ」と説得、2人は計画中止を受け入れた。
この事件の後も清水から様々な政治工作への出資を持ちかけられ、資金援助をした。1931年12月21日、貴族院議員に復帰。
1931年2月に麻布富士見町の邸宅を日本政府に売却し、目白に邸宅を新築する間、麻布桜田町の後藤新平旧邸に転居、1932年11月に完成した目白の新邸に転居した。

#### 南進の夢
1932年（昭和7年）2月、陸軍の菊池武夫や河本大作、実業家の石原広一郎らとともに、大川が行地社を母体として結成した右翼団体・神武会の設立を支援し、顧問となった。
同年5月に起きた五・一五事件では、事件に関与したとして同年6月に大川と清水が逮捕され、三月事件の経緯が検察側の知るところとなったことから、同年7月に三月事件に関する検察の取調べを受けたが、三月事件には陸軍首脳が関与しており、それが不問に付されたこともあって、そのまま釈放された。大川の逮捕は神武会に打撃を与え、同会の会長だった石原は神武会への出資を減らすようになったとされ、事件と前後して将官級の在郷軍人を結集して、大川の急進主義的な方針と一線を画した明倫会を組織。義親は石原と行動を共にし、同会の結成に関与した。
1933年には、鈴木鎮一を介して、有島生馬から逃れるため家出をした諏訪根自子とその母を助け、所三男の家に根自子を預からせ、1936年にフランスに留学させた。
1934年3月、ジョホールのスルタン・イブラヒムが来日し、石原兄弟とともに接待役を務める。スルタン・イブラヒムは、大阪、京都、名古屋を訪問した後、翌4月3日に東京で昭和天皇に謁見し、勲一等旭日大綬章を贈られ、更に名古屋、京都を訪問した。
1934年11月9日に東京控訴院で五・一五事件に関して大川に禁固7年の判決が下ると、小原直法相に大川の仮出所を要請し、神武会の解散を条件に、同月12日に大川の保釈が認められた。
1935年12月、スルタン・イブラヒムからダルジャ・カラバット第1等勲章（Darjah Kerabat）を授与される。
1937年3月、サラワク王国の王妃がハリウッド訪問の途中で東京に立ち寄り、日沙協会の近藤正太郎夫妻とともに買物に随行した。
1937年2月に朝倉純孝と共著でマレー語の入門書『マレー語4週間』を出版した。

#### 徳川美術館の開設
1933年、徳川美術館と蓬左文庫の一般公開を控え、蜂須賀正氏の「豊国祭礼図屏風」、紀州徳川家の徳川頼貞の「清正公兜」など、他の華族が経済的に逼迫して競売に出した家宝を落札、1935年には近衛文麿から「侍中群要」を交換で入手するなどして、開館準備を進めた。
1935年に徳川美術館と蓬左文庫が名古屋・東京でそれぞれ一般公開を開始。
1937年7月3日には、昭和天皇が徳川美術館を訪問し、義親は案内役をつとめた。

#### 二・二六事件
1936年（昭和11年）2月、二・二六事件では、藤田勇から事件の知らせを受けた後、殺害された渡辺錠太郎に見舞いを出し、自身も錦町署の小栗一雄警視総監を見舞う一方で、山王ホテルに「連絡本部」を置き、大川、藤田、清水、山科敏、石原らと、決起軍との調停について相談し、決起した将校に資金を提供していた石原と明倫会の陸軍予備少将・斎藤瀏を通じて、首謀者の1人である栗原安秀に自分が決起将校を引率して宮中に参内することを申し出たが、栗原に断わられた。
事件後の同年6月13日に資金提供者となった石原が逮捕され、同月24日に石原の取調べ結果に基づく取調べを受けた。義親の宮中参内計画は事件の軍事裁判でも問題となり、石原や斎藤瀏が計画の概要について証言、北一輝は自分が西田税に命じて義親からの申し出を拒否させたと証言した。事件で義親は検挙されず、また石原も無罪となった。
1937年1月に宇垣一成が組閣の大命を受け、組閣参謀の鶴見祐輔から、近衛文麿への辞退働きかけや、宇垣組閣への陸軍の反対意見を抑えて欲しいとの依頼を受けた際には、3月事件における宇垣不信の念から難色を示し、居留守を使うなどして不支持に回った。

#### 理財の天才

##### 没落した華族の経済的立て直し
1936年から翌1937年にかけて、紀州徳川家・徳川頼貞の財政逼迫の問題に関与した。1936年暮れには同家に4万円を貸し付け、家財や代々木の邸宅の売却による債務の返済、銀行への返済条件の緩和要請などに奔走、頼貞に隠居するよう説得した。
1937年1月には、二・二六事件で拘束されていた石原の弟・高田儀三郎らと会い、石原の処遇について話をするとともに、紀州徳川家の財産である、タンカーや日本（某金鉱）・朝鮮半島（全羅鉱業会社）の鉱山の売却譲渡を持ちかけている。
1937年に、もともと財政的に逼迫していた上、家扶・森田実の使い込み問題が起きた田安徳川家・徳川達孝の家政整理の相談を受けて達孝に債務の整理を強く迫り、同年、三女・百合子の嫁ぎ先となる予定だった佐竹侯爵家の家政整理にも介入した。田安家の債務整理は成功し、達孝や徳川家達からお礼の挨拶を受けたが、佐竹家の家政整理はうまくいかず、日記の中で佐竹侯爵夫妻に財政逼迫への危機感がないことを嘆き、家が没落してもやむを得ないだろう、と記した。

##### 協同組合運動
義親は有馬頼寧、賀川豊彦らとともに産業組合の振興に努め、信用事業、経済事業にも協力し、共済事業の認可取得も目指した。しかし民間保険会社の抵抗が強く、政友会の反対に遭い、1942年に共栄火災を立ち上げて同社初代会長に就任した。なお戦後農業共済が認可され、同社の歴史的使命は終えている。

### 日中戦争

#### 冀東防共自治政府の支援
1937年（昭和12年）2月、華北から東京へ戻った支那駐屯軍参謀で太原特務機関長の和知鷹二の訪問を受け、藤田勇、渋谷三、山科敏と話を聞く。同年4月には所三男と和知の使いとして来た山科の報告を聞き、同月結城豊太郎蔵相、日本産業・鮎川義介と相談、許斐氏利・冀東防共自治政府秘書の孫錯と会い、同政府への援助について話し合った。翌5月、山科を通じて和知に冀東政府支援問題について連絡し、同年6月にも孫錯と冀東政府参政・殷体新と会って、山科とともに北支問題について相談した。

#### 日中全面戦争
1937年7月7日に盧溝橋事件が起ると、塩野季彦法相や風見章内閣書記官長に大川周明の仮釈放を働きかけ、同年10月13日に釈放が実現した。
同月25日、帰国していた和知から開戦の事情を聞き、戦争拡大は止むを得ないとしながらも、同月下旬に松平康昌内大臣秘書官長、有馬頼寧農相を通じて近衛文麿首相に不拡大の方針を取るよう働きかけた。

#### 上海派遣慰問団
1937年11月、陸軍省新聞班の後援を受けて、貴族院議員の上海派遣軍慰問団10名の団長として樺山愛輔らとともに上海へ渡航。同月17日から28日にかけて、上海の政府施設や戦死者遺骨奉安所を訪問、尾張徳川家の御相談人の1人だった上海派遣軍司令官・松井石根と会い、上海戦の戦跡を視察、名古屋第3師団など各部隊の慰問、俘虜収容所・病院などの視察を行なった。
同月28日に慰問団の行程が終了した後も帰国せず、前線の視察に向かう。
同月30日に蘇州、翌12月2日無錫に到着して第11師団歩兵第44連隊長として南京に進軍中の和知と再会し、同月3日に陥落後間もない丹陽に到着、第16師団長・中島今朝吾と会い、「第一線の兵士を慰問したい」と申し出て、馬で白兎鎮にあった歩兵第19旅団・草場部隊に合流し、同月5日-6日にかけての句容への進軍に従軍し戦場を視察した。同月7日に句容から丹陽、常州、無錫と引き返し、南京陥落を前に、同月10日に上海から帰国した。
同月、帰国後、視察で知った「前線の人々」の意思・希望を踏まえて大川と「支那問題解決案」を取りまとめて木戸幸一文相や有馬農相に示したが、停戦は実現しなかった。南京事件については、翌1938年2月に松井が更迭されたことについて、松井の立場に同情し、粛軍の必要を感じる、と日記に記している。

#### 礼法講師
1938年（昭和13年）2月、文部省の要請で作法教授要項調査委員長に就任し、徳川流礼儀作法の指導書を作成した。この頃、東京YWCA附属駿河台女学院や山脇高等女学校などいくつかの女子校で、礼法の講師を務める。
礼法の指導書作成後は、藩祖・徳川義直が著した史書・『類聚日本紀』174巻の複製に取り組んだ。
同年8月、名古屋から上京して進学する学生のため、目白の自邸内に木造2階建の寮舎・「啓明寮」を築造。

#### 排英運動
南京が陥落した1937年12月頃から大川周明と、「支那問題解決」のために南進して英国をはじめとする列強の勢力を排除する強攻策を取るべきだと主張。翌1938年1月-2月にかけて、英国の動静を探るために、大角岑生大将や石原広一郎を交えて、対日宥和を探っていた駐日英国大使・クレーギーやピゴットと非公式な意見交換を行なった。
1938年4月には、三月事件、十月事件、血盟団事件、五・一五事件、神兵隊事件の関係者で在京の者を組織し、石原を創設者、大川を幹事、義親を会長とする国家主義団体・大和倶楽部を結成し、排英運動や末次信正海軍大将擁立運動などを推進した。
同年11月頃から、大川と「アメリカからの借款を実現することにより、蒋介石政権に決定的な打撃を与えて日中戦争を収拾し、南進に転じ（て英国と対決す）る」ことを目的として米国からの大規模な借款を計画し、翌1939年（昭和14年）を通じて日本政府への働きかけを続けたが、実現しなかった。
1939年6月14日、北支那方面軍が天津のイギリス租界を封鎖し、日英間の緊張が高まった際には、これを打開するため7月15日に行なわれた有田・クレーギー会談を準備し、他方で小磯拓相や参謀本部の樋口季一郎、軍事課長の岩畔豪雄らと情報交換して日独伊防共同盟を強化し対象に英国を加えさせようとしたが、同年8月下旬の独ソ不可侵条約締結により計画はいったん頓挫し、排英運動は継続されたが目標は定まらなかった。

#### 蘭印進駐の陰謀
1940年（昭和15年）8月、第2次近衛内閣が蘭印との交易維持交渉再開（第2次日蘭会商）を模索した際に、当初使節団長に任じられた小磯国昭から交渉への同行を依頼され、承諾した。軍艦と陸戦隊を同行してオランダ総督を威嚇し、現地で義親が銃撃される事件を起こして、それを理由に陸戦隊を進駐させる計画を進言。この計画を小磯から聞いた近衛文麿は、小磯を交渉担当から外し、代わりに小林一三を派遣した。

#### 日米民間交渉
1940年11月に米国メリノール会のウォルシュ司教とドラウト神父が来日して産業組合中央金庫理事の井川忠雄と民間交渉を行なった際には、1939年5月から井川と同じ産業組合中央会理事となっており、また米英可分論について井川と立場を同じくしていたことから、井川の交渉の経緯を聞き、翌1941年2月の井川の米国行きに際して、海軍の岡敬純軍務局長、高木惣吉調査課長らへの根回しを行なった。1941年7月の南部仏印進駐と翌8月の石油禁輸により交渉は頓挫し、同年8月に井川は帰国、義親を訪問して、外務省ルートを外れて交渉を行なった井川への風当たりが強かったことなど、交渉失敗の経緯について報告している。
1941年10月、産業組合中央会副会頭。

### 太平洋戦争

#### 開戦前夜
1941年（昭和16年）には、マレー半島で行なわれた、諜報工作や民族工作などの謀略工作に関与した。同年5月には、高木惣吉らからシンガポール軍港に人を潜入させる相談を受けて石原広一郎に相談、同年9月には、桜井徳太郎の紹介で日高みほらとインド人工作について相談した。
第1次・第2次近衛内閣の下では、1930年代前半のクーデター事件により収監されていた受刑者の、恩赦や大赦による刑期満了前の仮出所が相次ぎ、このうち五・一五事件の三上卓、血盟団事件の四元義隆、井上日召らは義親と連絡をとっており、義親は釈放後に南進のための謀略工作に携わろうとする事件関係者の仲介役となっていた。
同年10月頃からは、マレー作戦の実行部隊となった第25軍の軍政要員高瀬通らと占領後の軍政の実施方針などについて打ち合わせを重ねた。
- 同年10月、懇意にしていたサルタン[誰?]宛てに、第25軍の参謀長に就任した鈴木宗作の紹介状を送付[249]。
- 同年10-12月、高瀬の訪問を受けて華僑工作や「軍政実施の基本要領」について相談[249]。
- 同年11月22日、高瀬、清水と「南方策の打合せ」をし、「事ある時には南方にゆく筈」となった[249]。
- 同年12月、高瀬に同行してきた白浜宏少佐と対英米諜報網の構築について相談[249]。
- 同年12月7日、鶴見貞雄、清水とともに、南方軍政部の一員として同月11日に出発の予定されていた高瀬の送別会を行なった[252]。

また、同年11月に情報局の肝煎りで「日本音楽文化協会」が発足すると、その会長に就任した。

#### 第25軍軍政顧問
義親のマレー赴任の希望は陸軍に伝えられ、1941年12月18日に陸軍から内示があり、1942年1月30日に永田秀次郎、村田省蔵、砂田重政とともに正式に軍政顧問の事務委託が発令され、翌2月11日に第25軍軍政顧問としてシンガポールへ出発した。

義親の主たる任務はスルタンによる統治と文教政策の統轄だった。同月4日付『朝日新聞』には出発にあたっての抱負が掲載され、同月9日付同紙では、欧米列強が設立した研究所での活動の再開・継続など、文化行政に関する抱負を述べている。
同年3月5日にシンガポール（昭南）に到着、その後3月25日から4月3日までマレー半島の視察旅行を行なって各州の（日本人の）州知事やスルタンを訪問・視察し、同月13日には各州のスルタンが義親のお茶会に招待されて昭南に集まった。同年5月、一時的に日本に帰国。

#### スルタン統治の基本方針
一時帰国後、1942年（昭和17年）6月初に参謀本部、陸軍省、首相官邸の大東亜建設審議会総会、軍務局を訪問して、現地の事情を説明するとともに、参謀本部・杉山元参謀総長以下に、スルタン統治に関して、宗教上の地位は尊重するが、政治上の主権を日本に委譲させることをマレーの軍政方針とすることを提起。
同年6月27日、昭南島へ戻り、スルタン統治の基本方針作成に着手、軍政部の渡辺渡と相談し、鈴木宗作参謀長、斎藤弥平太軍司令官に相談した結果、同年7月に極秘文書「王侯処理に関する件」が作成された。同文書は、スルタンに統治権（王位と土地人民）を自発的に軍司令官を通して天皇に「奉納」させるよう「誘導処理」するという「版籍奉献」を推進するという方針だった。同月、長男・義知を通じ、懇意にしていたジョホールのスルタン・イブラヒムに「版籍奉献」を打診して「一任する」との返事を得た。
義親らが策定した第25軍のスルタン統治策は、英植民地下で認められていたスルタンの伝統的統治権限を剥奪する強硬な内容で、マレー半島では生活必需品などの物資不足からくるインフレ激化などにより不満が嵩じつつあったこともあり、1942年7月に東條内閣はマレー人の宗教・慣習への不干渉をはじめとして、第25軍の強硬方針の修正を求めた。
その後も、義親は昭南忠霊塔の建設に尽力し、各州のスルタンから忠霊塔建設のための寄付金を徴収、1942年9月10日の除幕式の後、同月13日にジョホール州のスルタンから5,000円、翌10月9日にケダ州のスルタンから5,000円を受領したり、また同年9月下旬にトレンガヌ州のスルタンが死去した際の後継者問題について、久慈学州長官から意見を求められ、これに関与したりしていた。

#### 文教政策
義親は、日常生活ではマレー人との日常会話にマレー語を用いることもあったが、公務では日本語教育を推進する立場にあり、秘書たちに日本語教師をさせるなどして、積極的に現地住民の日本語教育に関与した。
1942年8月ないし9月、昭南博物館・植物園の館長・園長となる。同年6月に日本に帰国した際に、女学校での礼法講師時代に知り合った大森松代と土田美代子に「文化活動の手伝い」を依頼し、2人を秘書としてシンガポールに帯同、昭南博物館附属図書館の書籍のうち、英語の書籍を大森が、マレー語の書籍を土田がマレー人の元国語教師と共同で、日本語に翻訳した。大森は主に英国の行政関係文書を翻訳し、土田はマレー語の辞書を作成した。
同年10月頃、第25軍の方針「秘・南方建設の人材養成機関設置要領」に基づいて設立された20-30代の日本人の養成機関「経綸学園」の設置に関与。また同方針における、中国人・インド人・マレー人の中の優秀な人材を養成するための「図南塾」構想により設立された興亜訓練所で訓練を受けるなどした後、1943年1月に日本に留学したマレー人留学生17人のうち5人を「徳川奨学生」として個人的に援助した。
1943年1月に、南方軍軍政総監部に設置された調査部は、同年2月23日に昭南博物館の付属研究室として南方民族研究室の設置を提言し、研究室を母体として南方科学委員会を組織し、同委員会によって南方各地に設置されていた各種調査・研究機関の研究内容を、戦争遂行のために必要な研究が優先的に、効率よく行なわれ、研究成果が軍事的に活用されるように調整しようとした。昭南博物館長として委員会の運営について調査部の相談を受けた義親は、調整機関の恒久的設置と、定期刊行物の発行を提言した。
1943年7月19日には「南方学術機関に関する打合せ会」が開催され、昭南博物館からは義親、郡場寛、羽根田弥太らが出席、「研究所間の連絡不足や研究の重複を避ける」方針、「戦時下の調査として必須なるものから着手」することが確認された。同年10月には「南方学術機関会同」で「緊急調査研究」項目を決定、同年11月に「南方科学委員会専門分科会編成要領」がまとめられ、農林、地下資源、化学、工業、医学、衛生、民族の5分科会が設置され、義親は民族分科会に所属した。同月、南方軍軍政総監部・南方軍総司令部から研究を要望する事項のリストが提出され、同月27日に南方科学委員会第1回会合が開かれ、義親の所属していた民族分科会では「宗教」「各民族の取扱方法、之が参考となるべき風俗習慣に関する研究」「各民族に対する民族別適応性の調査」「華僑対策に資すべき研究」「言語対策の研究」が研究課題となり、義親は主に「言語対策の研究（マライ語、日本語）」を担当した。
昭南博物館長としては、占領当初、シンガポールを離れた英国人の個人宅や公共の場所から貴重な家財や美術品等を博物館に収集・保管し、あとは軍人が博物館の資料を取りに来るのを追い払って、シンガポールの文化財を破壊と散逸から守ることに成功した、とされているが、義親自身がジョン・レディー・ブラックが1870年に日本で発行した『ザ・ファー・イースト』と、映画『風と共に去りぬ』のカラーフィルムの2点を秘かに日本の邸宅に送っており、戦後持ち出しが米軍に密告されて映画のフィルムが押収され、略奪が告発されて義親の代わりに所三男が責任を負った。

#### 帰還命令
1942年（昭和17年）8月に大本営は斎藤弥平太・第25軍司令官や鈴木宗作・同軍政監にスルタン対策の緩和を指示し、同年11月9日に軍司令部は現地軍に寛大方針遵守の命令を発出した。渡辺渡・総務部長は歩み寄りをみせたが、義親はこれに反発し、また現地軍も大本営方針を留保して抵抗したため、同年12月、陸軍次官・木村兵太郎は西大条胖軍政監に緊急電報を繰り返し送り、戦前支給されていたスルタンの俸禄を減じたり、取扱いを変更して名誉を毀損するような第25軍軍政監部の政策を非難し、大本営方針の励行を迫った。
1943年（昭和18年）1月11日-12日、義親は貴族院の議会出席のため日本に帰還するよう軍政監を通じて指令を受けたが、これを拒否。
同月20日-21日に、第25軍軍政監部はマライ・スマトラのスルタンをシンガポールに招いて会議（サルタン会同）を開き、各州スルタンの、回教の首長としての地位・尊厳と、財産所有権を公式に承認した。他方で、会同に先立って、斎藤軍司令官や義親は、行事の一環として各州のスルタンを忠霊塔に基金を献納・参拝させ、昭南神社を訪問させた。会同の後、義親は、議会報告のため日本に帰国する大塚惟精・軍政顧問に、東條首相宛の、軍中央の寛大方針に対する所見を託した。
その後、戦局が悪化する中で、軍中央は統治方針を軟化させていったのに対して、義親は強硬な姿勢を強めていった。
1943年後半になると、シンガポールでは戦局の悪化とともに食料品、医薬品など物資の不足が深刻化し、義親自身は衣食住を軍から保証されており生活にはさほど不自由しなかったが、軍政顧問としての課題はインフレ対策、人口疎散、生活必需品の調達などが主になり、1944年（昭和19年）になると、華僑協会との協力関係の構築、マライ義勇軍によるマレー人の民心把握など、占領当初の強硬策からの転換が軍政の重要課題となった。
1944年5月、義親は日本に一時帰国し、同年8月、日本からの帰還命令発出を受けて、軍政顧問を辞任して日本に帰国した。

### 戦争末期

#### 東條内閣打倒運動
1944年5月に日本に一時帰国した際に、藤田勇から「一刻も早く中国・米国と講話し戦争を終結しなければ、日本は大敗北し、流血の革命が起きて皇室もろとも崩壊する」として東條内閣打倒を呼びかけられ、木戸幸一と会って相談したが前向きな返事はなく、シンガポールに戻っていた同年7月に東條内閣が総辞職し、話が立ち消えたとされる。

#### 兵器研究
同じく日本に一時帰国した際に、兵器行政本部の野村恭雄技術課長、第7研究所野村政彦大佐らの訪問を受けて生物学研究所による研究支援を要請され、研究所を転換して、兵器行政本部、第7研究所に協力することを決定。生物学研究所での研究内容は不明だが、帰国後の同年11月には「兵器行政本部第7研究所臨時嘱託」に任命され、翌1945年1月に萱場製作所の萱場資郎と会って新兵器についての話を聞き、翌月、朝香宮鳩彦王に萱場の新兵器を紹介するなどした。

#### 疎開
1944年の後半-1945年の初め頃、家族を奥多摩に疎開させ、長男・義知と所三男のほか2,3人の研究員とともに目白の自邸に残った。
1945年3月の空襲で女子学習院が全焼した後、義親邸の本邸は女子学習院の教室として使用され、学生が疎開・帰郷して空室になっていた啓明寮は社会主義者の宿泊所になっていた。

#### 錦旗革命
1945年（昭和20年）7月-8月のポツダム宣言受諾前には、清水行之助、佐治謙譲らとともに、少壮将校と頻繁に会合を開き、徹底抗戦を主張する稲葉正夫や井田正孝らと面会していた。同年8月11日には日本が「国体護持」の条件付きでポツダム宣言受諾を申し入れたことを聞き、木戸幸一に、国体護持のためには（連合国に対する示威活動として）錦旗革命を断行するしかない、用意はある、と記した書簡を送った。
しかし、同月14日には、清水、藤田勇、石原広一郎らと会合した後、高松宮邸に参殿して夕食を供され、「（…）事決す。何もいふことなし、と共に泣く。又、元の学究に戻るのみ。無力事ここに到る。（…）」と日記に記した。

### 戦後

#### 辞意
1945年8月15日に参内した際、宗秩寮総裁をしていた実兄・松平慶民に自主的に辞爵願を提出するも、受理されず、終戦を期に家督を長男・義知に譲る。

#### 新党結成への関与
1945年8月16日以降、藤田勇が旧日本無産党の加藤勘十、鈴木茂三郎、片山哲らと生物学研究所の食堂などで会合して計画した「勤労大衆を基盤とし、国体護持を前提とする」全国的な無産政党の結成を支援。義親の辞爵を前提に新党の党首にするという話も出たが、旧社会民衆党系の水谷長三郎が義親や藤田の入党に反対、会合でも戦争協力者の入党に反発する意見があり、旧日本無産党の関係者は藤田らと訣別するため、生物学研究所から新橋の蔵前工業会館前の貸ビルにあった平野力三事務所に拠点を移し、同年11月2日に日本社会党を結党した。義親は党顧問として名を連ねたが、藤田は排除され、松岡駒吉、平野、稲垣守克らと世界恒久平和研究所を創設した。
同年12月には、有馬頼寧が船田中をはじめとする旧護国同志会、翼壮議員同志会と井川忠雄ら産業組合関係の指導者によって議会内少数派による第三党を志向した日本協同党結成の相談が義親邸で行なわれ、義親は社会党との関係から設立者となることを断わったが、産業組合中央会の役員だった関係からその後も協同党を支援し井川と連絡を取り合った。

#### 天皇退位論
1945年12月、東久邇宮邸や宮内省を訪問し、三笠宮崇仁親王や宗秩寮総裁の兄・松平慶民に「マッカーサー元帥の意向が陛下に及びそうだ」として天皇退位を説く。突然の行動であり、宮中内部でも特に議論にはならなかったとみられている。

#### 公職追放
東京裁判では、義親の1925年から1945年までの日記が国際検察局によって押収され、その分析結果から「米英に対する戦争準備の共同謀議」の容疑で検察局にマークされた。特に、1938年に大和倶楽部を組織し排英運動を推進したことや、太平洋戦争開戦後、シンガポールで軍政顧問の公職に就いていたことが問題視された。しかし徳川の日記の分析は東京裁判の開廷後に行なわれており、また日記の記述が簡単で証拠に適さないと判断され、戦犯裁判の被告として訴追されることはなかった。
1946年6月5日、貴族院侯爵議員を辞職。同年8月に公職追放となり、社会党顧問を辞任。目白に住んでいた柳家小さんや桂小金治らと「目白文化会」をつくり、落語や講談の会を催し、目白駅に花壇を設ける美化運動をした。この間、全日本ろうあ連盟総裁、大日本猟友会会長となった。

#### 華族制度廃止
1947年5月3日、日本国憲法の施行により華族制度が廃止され、爵位を喪失。華族制度の廃止により財産税の適用を受けることになり、1947年3月11日に課税価格16,989千円、税額13,906千円を申告、課税価格・税額は1951年2月28日にそれぞれ18,003千円、14,818千円に更正され、莫大な財産の大半（約81-82%）を喪失することになった。
財産税適用後、家政維持のため目白の邸宅を西武に売却し、元家令の役宅に引越し、跡地に外国人居留者向けの賃貸住宅を建てて収入源とした。1950年に徳川黎明会は財団存続のため、蓬左文庫を所蔵文献・史料のうち約6万4千冊とともに愛知県名古屋市に売却譲渡。徳川農場は農地法の適用を受け、一部の山林を残して解放された。徳川生物学研究所は、資金源としていた南満州鉄道の株券が無価値となったため運営難に陥り、文部省や米国のロックフェラー財団、スローン・ケタリング財団から研究費の拠出を受けて研究活動を続けた。

#### 戦後の職歴
1951年8月、公職追放解除。解除後、文化服装学院短期大学学長、愛知県文化会館館長などの公職を務める。
1956年、自民党の加藤鐐五郎の勧めにより、無所属で、名古屋市長選挙に立候補したが、落選。
1957年、日ソ親善協会愛知県連合会の会長に就任。1965年には日ソ交流協会の会長を務めた。
1963年当時、精神薄弱児育成会理事長、池袋地下道駐車場会社社長、ゴールデンスタンプ会社社長。

#### 晩年
1969年11月、83歳のとき、特発性血小板減少性紫斑病のため同和病院に入院し、その後国立第一病院に移り、1972年4月まで3年近く入院。この間、1970年に生物学研究所は閉鎖され、乳酸飲料会社（ヤクルト本社）に譲渡された。
1973年秋、『中京新聞』紙上に、天皇は軍事や政治の中心である東京を離れて愛知県に移り、平和と文化の象徴となるべきだとする皇居移転論を発表し、物議をかもす。
1976年9月6日、脳内出血により目白の自邸で死去。享年89。遺骨は定光寺の尾張徳川家の納骨堂に納められた。骨壷には、狩猟で殺傷した虎、象、鰐、熊、鹿、猪の6種類の動物があしらわれた。戒名は生前自ら定めた「昭徳院殿勲誉義道仁和大居士」。

## 評価

### 政治活動
小田部雄次は、著書において、義親はその斬新な改革の主張から、1920年代に「革新華族」の1人と目されるなど、政治的に注目されることはあったが、十一会を結成して戦時中重要な官職についた木戸幸一、近衛文麿、原田熊雄らとは異なり、宮中や政府中枢に通じる有力なブレーンを持たなかったため合法的な機構・組織を通じての政治的な影響力は弱く、このことが冒険主義的で、陰謀めいた政治行動に結びついた、とし、戦後の華族制度の廃止によって、侯爵としての社会的権威と尾張徳川家の巨額の資産を失った後の義親の活動は精彩を欠き、華族制度の廃止によって「革新華族」としての思想と行動はその歴史的使命を終えた、と評している。

### 植物学者として
英国人の植物学者・E.J.H.コーナーは、日本占領下のシンガポール植物園で、田中館秀三らの庇護により、日本軍による占領後も収容所に収容されずに植物園の維持・管理を続け、1946年に『ネイチャー』紙に、日本軍による占領期間中の日本人科学者との交流についての記事を寄稿し、義親の没後、著書"The MARQUIS - A Tale of Syonan-to"を出版して、義親が羽根田らとともに、シンガポールの文化遺産を守り、自然科学の諸研究にいそしんでいたことを紹介した。このことは、義親が羽根田や田中館、郡場寛とともに博物館や植物園を「戦火や略奪から守り通し、敗戦後、ほとんど無傷のまま返還した」として科学朝日などでも紹介されており、義親は日本植物学会編『日本の植物学100年の歩み』（1982年）でも植物生理学者として扱われている。
他方で、義親は、生物学を学んだ華族の多くが幼少期から生物に興味を持っていたのとは異なり、1911年に東京帝国大学理科大学生物学科に学士入学するまで生物に強い関心を持っていなかったとされ、また徳川生物学研究所の設立後、やがて植物学からは遠ざかり、研究所のスポンサーに徹したとされている。義親は徳川生物学研究所の設立後、貴族院議員としての俗用が多くなったため、1927年4月以降は「理科を思いきって、また歴史に逆戻り」し、以後は林政史の研究の続きをした、としている。

### パトロンとして
義親は、私の履歴書において、パトロンはどうあるべきかを論じ、「その人の成功を助けるもので、自分のため、自分のなぐさみのためにするものであってはいけない。援助すればそれでいいのである。『いい』と思ったからこそ助けるのであって、成功さえすればそれでいい、なまじっかな世話はやかない方がいいのである。」としている。特にヴァイオリニスト・諏訪根自子の留学を支援したことについて、「バイオリンなんて好きでもなんでもなかった」が、「彼女が気の毒だったので」支援した、「パトロンがいちいち口を出したら、当人もやりきれまい。ただよくなってくれたらいい。」と述懐し、日本社会党の結成についても同じことだった、としている。

## 栄典
- 1908年（明治41年）
  - 4月20日 - 従五位[344][28]
  - 6月17日 - 侯爵[345]
- 1910年（明治43年）
  - 2月25日 - 金杯一個[346]
  - 3月16日 - 木杯一組[347]
  - 8月9日 - 木杯一組[347]
- 1911年（明治44年）
  - 5月30日 - 正五位[348]
  - 9月12日 - 銀杯一個[349]
- 1912年（大正元年）8月1日 - 韓国併合記念章[350]
- 1913年（大正2年）12月3日 - 木杯一組[351]
- 1915年（大正4年）6月11日 - 従四位[45][注釈 136]
- 1916年（大正5年）
  - 4月1日 - 勲四等瑞宝章[352]
  - 11月6日 - 木杯一組[353]
- 1920年（大正9年）
  - 1月28日 - 銀杯一組[354]
  - 2月20日 - 金杯一組[355]・銀杯一個[356]
  - 6月21日 - 正四位[357]
  - 11月1日 - 銀杯一組[358]
- 1921年（大正10年）
  - 7月1日 - 第一回国勢調査記念章[359]
  - 10月12日 - 紺綬褒章[360]
- 1924年（大正13年）5月31日 -  勲三等瑞宝章[361]
- 1926年（大正15年）7月2日 -  従三位[362]
- 1927年（昭和2年）11月19日 - 紺綬褒章飾版[363]
- 1929年（昭和4年）
  - 1月26日 - 紺綬褒章飾版[364]
  - 6月19日 - 紺綬褒章飾版[365]
- 1930年（昭和5年）10月13日 - 紺綬褒章飾版[366]
- 1931年（昭和6年）12月12日 - 紺綬褒章飾版[367]
- 1933年（昭和8年）7月15日 - 正三位[368][369]
- 1934年（昭和9年）
  - 4月29日 - 旭日中綬章[115][370]
  - 5月8日 - 紺綬褒章飾版[371]
- 1940年（昭和15年）8月15日 - 紀元二千六百年祝典記念章[372]
- 1941年（昭和16年）8月1日 - 従二位[373]
- 1942年（昭和17年）12月26日 - 紺綬褒章飾版[374]

外国勲章佩用允許
- 1934年（昭和9年）3月1日 - 満洲帝国：建国功労章[375]
- 1935年（昭和10年）
  - 9月21日 - 満洲帝国：満洲帝国皇帝訪日紀念章[376]
  - 12月24日 - ジョホール王国：ダルジャ・カラバット第一等勲章[200][377]
- 1941年（昭和16年）12月9日 - 満洲帝国：建国神廟創建紀念章[378]

## 家族
- 父：松平慶永（福井藩第16代藩主）
- 母：糟屋婦志子（天璋院の御用人・糟屋十郎兵衛の四女）
  - 兄：松平慶民（宗秩寮総裁、宮内大臣、宮内府長官）
- 養父：徳川義禮（尾張徳川家第18代当主）
- 妻：徳川米子（徳川義禮の長女）
  - 長男：徳川義知（尾張徳川家第20代当主。松平恆雄の次女・正子と結婚）[27]
義知の長女・三千子は、堀田正恒の六男・義宣と結婚し、義宣は尾張徳川家第21代当主、八雲産業社長、徳川美術館長となった[379]。
  - 長女：絹子（大炊御門経輝夫人）[380]
  - 次女：春子（西郷吉之助夫人、のち離婚）[380]
  - 次男：大給義龍（大給左（おぎゅう きちじ）の養子となり、朝香宮鳩彦王の第2王女・湛子（きよこ）と結婚）[380]
  - 三女：百合子（佐竹義栄夫人）[380]

## 著作物

### 著書
- 徳川義親『木曽山』私家版、1915年。NDLJP:950927。
- 徳川義親『熊狩の旅』精華書院、1921年。NDLJP:964324。
- 徳川義親『貴族院改造私見概要』私家版、1924年。NDLJP:1910485。
- 徳川義親『馬来の野に狩して』坂本書店出版部、1926年。NDLJP:983300。
- 徳川義親『じゃがたら紀行』郷土研究社、1931年。NDLJP:1879360。十字屋書店、1943年
  - 『じゃがたら紀行』 中公文庫、1980年5月。ISBN 412-2007356。解説徳川義宣
- 『馬来語四週間』大学書林、1937年。NDLJP:1222953。朝倉純孝 共著
- 徳川義親『江南ところどころ』モダン日本社、1939年。NDLJP:1878583。
- 徳川義親『七里飛脚』国際交通文化協会、1940年。NDLJP:1685487。
- 徳川義親『日常礼法の心得』実業之日本社、1941年。NDLJP:1449739。
- 徳川義親『きのふの夢』那珂書店、1942年。NDLJP:1123504。
- 徳川義親『新国民礼法』目黒書店、1942年。NDLJP:1450596。
- 徳川義親『木曽の村方の研究』徳川林政史研究所、1958年。NDLJP:3008795。
- 徳川義親『尾張藩石高考』徳川林政史研究所、1959年。NDLJP:2490629。
- 徳川義親『とくがわエチケット教室』黎明書房、1959年。NDLJP:9543592。
  - 新版『徳川家当主に学ぶほんとうの礼儀作法』 祥伝社、2016年7月。ISBN 439-661568X
- 徳川義親 著「私の履歴書 徳川義親」、日本経済新聞社 編『私の履歴書 文化人 16』日本経済新聞社、1984年、85-151頁。ISBN 4532030862。
- 徳川義親『最後の殿様 徳川義親自伝』講談社、1973年。全国書誌番号:73011083。

### 雑誌記事
- 植物学関係の論文については、徳川生物学研究所#徳川義親の研究を参照。
- 「親友大川君のこと」『新勢力 大川周明特集号』第3巻、第12号、新勢力社、1958年11月。[381]
- 「南方建設の進展」『太平洋』、太平洋協会、1942年7月。[382]
- 「南方経営私見」『太平洋』、太平洋協会、1942年2月。[382]

### 新聞記事
- 徳川, 義親 (1942年2月4日). “（赴任の抱負）”. 朝日新聞 {{cite news}}: |year=の日付が不正です。 (説明); 不明な引数|1=が空白で指定されています。 (説明)⚠⚠
- 徳川, 義親 (1942年2月9日). “文化啓発の手引役”. 朝日新聞 {{cite news}}: |year=の日付が不正です。 (説明); 不明な引数|1=が空白で指定されています。 (説明)⚠⚠

- 1942年のマライ半島視察旅行の紀行文[384]
  - 徳川, 義親 (1942年7月25日). “馬来縦断記 (1)”. 朝日新聞 {{cite news}}: |year=の日付が不正です。 (説明)⚠
  - 徳川, 義親 (1942年8月7日). “馬来縦断記 (12)”. 朝日新聞 {{cite news}}: |year=の日付が不正です。 (説明)⚠
- 1921年-1922年の欧州旅行前半の紀行文[385]
  - 徳川, 義親 (1922年2月7日). “西に旅して (1)”. 報知新聞 {{cite news}}: |year=の日付が不正です。 (説明); 不明な引数|1=が空白で指定されています。 (説明)⚠⚠
  - 徳川, 義親 (1922年6月29日). “西に旅して (NA)”. 報知新聞 {{cite news}}: |year=の日付が不正です。 (説明); 不明な引数|1=が空白で指定されています。 (説明)⚠⚠

### 徳川資料
義親は軍政顧問時代も日記をつけ続けており、また軍政顧問在任期間中の軍政関係資料を保存して日本に持ち帰った。軍政関係資料（徳川資料）は防衛庁戦史部に寄贈され、マレー・スマトラの軍政の実態を知る上で貴重な資料となっている。

## 関連文献
- 川渕依子『手話讃美‐手話を守り抜いた高橋潔の信念』サンライズ出版、2000年。ISBN 4883250792。
- 大石勇「昭和恐慌と凶作の東北農村‐北海道農民が観た凶作地」『徳川林政史研究所研究紀要』第32号、徳川林政史研究所、1-35頁、1998年。ISSN 0386-9032。
- 大石勇「東南アジアの視座から見た太平洋戦争」『徳川林政史研究所研究紀要』第31号、徳川林政史研究所、1-28頁、1997年。ISSN 0386-9032。
- 大石勇「シンガポールにおける日本の軍政‐東南アジア民俗理解への道と軍政の相克」『徳川林政史研究所研究紀要』第30号、徳川林政史研究所、11-36頁、1996年。ISSN 0386-9032。
- 大石勇「太平洋戦争（時）下の昭南島‐第25軍最高軍政顧問徳川義親と軍政」『徳川林政史研究所研究紀要』第29号、徳川林政史研究所、21-51頁、1995年。ISSN 0386-9032。
- 大石勇「大正13年、徳川義親の貴族院改造運動‐徳川義親「貴族院改造私見」を中心に」『徳川林政史研究所研究紀要』第28号、徳川林政史研究所、37-61頁、1994年。ISSN 0386-9032。
- 大石勇『伝統工芸の創生‐北海道八雲町の「熊彫」と徳川義親』吉川弘文館、1994年。ISBN 4642036563。
- 大石勇「徳川義親と八雲町の「熊彫」」『徳川林政史研究所研究紀要』第27号、徳川林政史研究所、93-158頁、1993年。ISSN 0386-9032。
- 大石勇「伝統工芸「熊彫」の創生‐大正14年度、北海道八雲町の農村美術運動」『徳川林政史研究所研究紀要』第26号、徳川林政史研究所、155-191頁、1992年。ISSN 0386-9032。
- 大石勇「徳川義親と八雲町の農村美術運動」『徳川林政史研究所研究紀要』第25号、徳川林政史研究所、1991年。ISSN 0386-9032。
- 大石勇「北海道八雲町における農村美術運動‐大正末期北海道八雲町における農村美術運動の展開」『徳川林政史研究所研究紀要』第24号、徳川林政史研究所、135-196頁、1990年。ISSN 0386-9032。
- コーナーE.J.H. 著、石井美樹子 訳『思い出の昭南博物館‐占領下シンガポールと徳川侯』中央公論社〈中公新書〉、1982年。全国書誌番号:82050003。
- 中野雅夫『昭和史の原点‐2 満州事変と10月事件』講談社、1973年。全国書誌番号:73023190。
- 中野雅夫『昭和史の原点‐1 幻の反乱・三月事件』講談社、1972年。全国書誌番号:73004214。
- 中野雅夫 編『橋本大佐の手記』みすず書房、1963年。NDLJP:2989228。